# Diaphylla luctuosa
Diaphylla luctuosa är en skalbaggsart som beskrevs av Philippi 1864. Diaphylla luctuosa ingår i släktet Diaphylla och familjen Melolonthidae. Inga underarter finns listade i Catalogue of Life.